# Лісоайн
Лісоайн, Лісоайн-Арріасгойті (баск. Lizoainibar-Arriasgoiti, ісп. Lizoáin-Arriasgoiti, офіційна назва Lizoáin) — муніципалітет в Іспанії, у складі автономної спільноти Наварра. Населення — 308 осіб (2009).
Муніципалітет розташований на відстані близько 320 км на північний схід від Мадрида, 14 км на схід від Памплони.
На території муніципалітету розташовані такі населені пункти: (дані про населення за 2009 рік)
- Сеньйоріо-де-Агінага: 0 осіб
- Беортегі: 16 осіб
- Гальдурос: 7 осіб
- Ілос: 0 осіб
- Ханаріс: 3 особи
- Лабоа: 0 осіб
- Леррус: 19 осіб
- Леюн: 7 осіб
- Лісоайн: 53 особи
- Мендіорос: 37 осіб
- Оскаріс: 21 особа
- Редін: 23 особи
- Урос: 52 особи
- Урріселькі: 10 осіб
- Єльс: 21 особа
- Сальба: 26 осіб
- Сальдайс: 0 осіб
- Сунсаррен: 13 осіб

## Демографія
Динаміка населення (INE ):

## Галерея зображень

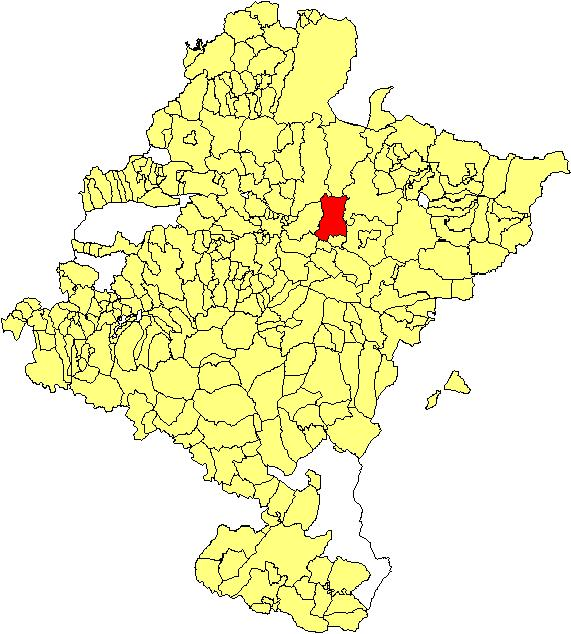
Розташування муніципалітету